# João Schlittler
João Gabriel Schlittler, né le 10 février 1985 à São Paulo, est un judoka brésilien évoluant dans la catégorie des plus de 100 kg (poids lourds). Médaillé d'argent lors des Jeux Panaméricains 2007 organisés à Rio de Janeiro, le jeune brésilien décroche quelques semaines plus la troisième place lors des Mondiaux également organisés à Rio. Battu en demi-finale par le Russe Tamerlan Tmenov, Schlittler remporte le combat pour la médaille de bronze contre le Japonais Kosei Inoue.

## Palmarès

### Championnats du monde
- Championnats du monde 2007 à Rio de Janeiro (Brésil) :
  -  Médaille de bronze dans la catégorie des plus de 100 kg (poids lourds).

### Divers
- Jeux panaméricains :
  -  Médaille d'argent en 2007 à Rio de Janeiro (Brésil).